# Achille Carrillo
Pour les articles homonymes, voir Carrillo.

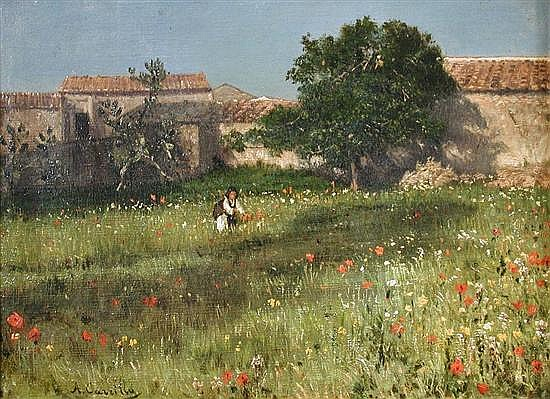
Prato di fiori

Achille Carrillo, né en 1818 à Avellino et mort en 1880 à Naples, est un peintre paysagiste italien considérée comme l'un des artistes de l'École du Pausilippe.

## Biographie
Achille Carrillo naît en 1818 à Avellino.Après des études de droit, il a étudié à l'Académie napolitaine des Beaux-Arts sous la direction de Gabriele Smargiassi, parmi ses élèves figure Francesco Tessitore.
À l'exposition nationale des beaux-arts de Parme, en 1870, il envoie deux aquarelles (Impressions de la campagne, Le lac sur la montagne) et un tableau à l'huile (La voix qui crie dans le Désert).
Achille Carillo meurt en 1880 à Naples.